# Wadersloh
Wadersloh è un comune di 12 669 abitanti della Renania Settentrionale-Vestfalia, in Germania.
Appartiene al distretto governativo (Regierungsbezirk) di Münster e al circondario (Kreis) di Warendorf (targa WAF).